# IC 100
IC 100 ist eine linsenförmige Galaxie vom Hubble-Typ SB0 im Sternbild Walfisch südlich der Ekliptik. Sie ist rund 232 Millionen Lichtjahre von der Milchstraße entfernt und hat einen  Durchmesser von etwa 75.000 Lichtjahren.  
Das Objekt wurde am 14. Dezember 1892 vom französischen Astronomen Stéphane Javelle entdeckt.